# Hans Knappertsbusch
Hans Knappertsbusch (12 de marzo de 1888 - 25 de octubre de 1965) fue un director de orquesta alemán, especialmente reconocido por sus interpretaciones de la música de Ludwig van Beethoven, Johannes Brahms, Richard Wagner, Anton Bruckner y Richard Strauss. 
Knappertsbusch nació en Elberfeld (actualmente Wuppertal), hijo de un fabricante de bebidas alcohólicas. Siendo un estudiante mostró interés en la conducción, llegando a dirigir la orquesta de la escuela secundaria local. Estudió filosofía en la Universidad de Bonn y dirección de orquesta en el conservatorio de Colonia, con Steinbach. Durante algunos veranos asistió a Siegfried Wagner y a Hans Richter en el Festival de Bayreuth. Empezó su carrera como director de orquesta en su Elberfeld natal (1913-1918), Leipzig (1918-1919) y Dessau (1919-1922). 
Cuando Bruno Walter dejó Múnich para ir a Nueva York, Knappertsbusch le sucedió como director general musical de la Ópera Estatal de Baviera (Bayerische Staatsoper). 
Desató las iras de Joseph Goebbels al preguntar en Holanda a un diplomático alemán si era un Muss-Nazi (es decir, alguien afiliado al partido Nacionalsocialista para progresar profesionalmente): como resultado, su contrato con la Ópera de Múnich fue cancelado.
Al final de los años treinta fue a Viena a dirigir la orquesta de la Wiener Staatsoper, ignorando la política nazi de que los artistas alemanes no trabajaran en Austria. Simultáneamente se convirtió en uno de los artistas emergentes del Festival de Salzburgo. Knappertsbusch continuó dirigiendo en Viena y Salzburgo durante la anexión alemana de Austria. 
Cuando la Segunda Guerra Mundial terminó, volvió a Múnich, pero continuó dirigiendo como director invitado en Viena, así como haciendo apariciones en el Festival de Bayreuth. Raramente participó en giras fuera de los países de habla alemana. 
Le disgustaban los ensayos largos y fue acusado en alguna ocasión de ser perezoso.
Murió en 1965, a los setenta y siete años de edad, antes del advenimiento del disco compacto, lo que no ha impedido que muchas de sus más importantes grabaciones hayan sido reeditadas en CD.
Knappertsbusch - conocido como "Kna" - fue siempre uno de los directores favoritos de la Filarmónica de Viena, orquesta que dirigió en Viena, Salzburgo y en alguna gira.

## Knappertsbusch y elNuevo Bayreuth
Knappertsbusch fue piedra angular del Festival de Bayreuth tras su reapertura en 1951 desde su paralización en 1945 con la caída del nazismo, en el periodo conocido como el Nuevo Bayreuth. Con algunas de las grandes batutas alemanas del momento cuestionadas por sus relaciones con el nazismo, los nietos de Wagner, directores del Festival, encontraron en él el candidato perfecto. Con un profundo conocimiento de la obra wagneriana y en su plenitud artística, no había participado en los Festivales de los años del nazismo. A su grandiosa batuta se unió un equipo de cantantes de primer nivel, alcanzando el Festival las cotas más altas de su historia.
Allí dirigió ininterrumpidamente hasta 1964, un año antes de su muerte, salvo en 1953, cuando abandonó el Festival por discrepancias con la, revolucionaria entonces, producción de Parsifal de Wieland Wagner, que había sido estrenada en 1951, aunque regresó en 1954. Sus interpretaciones de esta obra en el Festival, durante trece ediciones, siendo el director que más veces ha dirigido la obra en el Festival, han sido consideradas la referencia absoluta. De esas trece, doce de ellas se hallan recogidas en disco (solamente la de 1955 no se encuentra editada).
También marco un hito con su interpretación del ciclo completo de la Tetralogía El anillo del nibelungo, que dirigió en 1951, 1956, 1957 y 1958. Las tres últimas ediciones, recogidas en disco, han sido consideradas también el máximo exponente interpretativo de la obra. Del ciclo de 1951 (en el que compartió podio con Herbert von Karajan) sólo se encuentra editada la última jornada, El ocaso de los dioses, también referencial.
En Bayreuth también dirigió Los maestros cantores de Núremberg en las ediciones de 1951, 1952 (alternándose con Herbert von Karajan) y 1960, esta última, considerada referencial, y El holandés errante en 1955, una de las grandes lecturas de la obra. Ambas se encuentran editadas en disco.
| Predecesor: Bruno Walter   | director general musical, Ópera Estatal de Baviera 1922 – 1935 | Sucesor: Clemens Krauss |
| Predecesor: Clemens Krauss | director general musical, Ópera Estatal de Baviera 1945        | Sucesor: Georg Solti    |